# Lijst van burgemeesters van Eernegem
Dit is een lijst van burgemeesters van Eernegem, een voormalige gemeente in de Belgische provincie West-Vlaanderen, tot aan de gemeentelijke fusie van 1977, toen Eernegem met Bekegem en Ichtegem (zonder Wijnendale) de nieuwe gemeente Ichtegem vormde.
- 1797-1798 : Jacobus Venmans (agent municipal)
- 1798-1800 : Frans Inghelbrecht (agent municipal)
- 1800-1800 : Frans Inghelbrecht (maire)
- 1800-1813 : Jacobus Venmans (maire)
- 1813-1814 : Antonius Mergaert (maire)
- 1814-1818 : Antonius Mergaert
- 1819-1825 : Franciscus Stael
- 1849-1855 : Carolus Vanhee
- 1825-1826 : Pieter Farazijn
- 1826-1830 : Jean-Baptise Deville
- 1830-1838 : Franciscus Devolder
- 1840-1848 : Franciscus Cools
- 1848-1852 : Joseph Van Sieleghem
- 1854-1872 : Gustave Van Sieleghem
- 1872-1884 : Charles Daras
- 1884-1897 : Hector Olleviers
- 1897-1906 : Justin Boedts
- 1906-1911 : Emiel Cools
- 1911-1914 : Alfons Pierloot
- 1921-1940 : Julien Boedts
- 1944-1949 : Julien Boedts
- 1949-1968 : Boudewijn Vandervennet
- 1968-1970 : Louis Schatteman
- 1971-1976 : Omer Simoen